# ویلهلم مارکس
ویلهلم مارکس (به آلمانی: Wilhelm Marx) (زادهٔ ۱۵ ژانویهٔ ۱۸۶۳ – درگذشته ۵ اوت ۱۹۴۶) وکیل آلمانی و سیاستمدار کاتولیک عضو حزب مرکزی آلمان بود. او دو بار به صدر اعظمی آلمان رسید، نخست میان سال‌های ۱۹۲۳ تا ۱۹۲۵ و سپس از ۱۹۲۶ تا ۱۹۲۸. او مدت کوتاهی هم نخست‌وزیر پروس بود.

## زندگی
او در کلن زاده شد. پدرش یک آموزگار بود. مارکس علم حقوق را در دانشگاه بن خواند. مدتی به انجام کارهای حقوقی و دفتری در والدبرول و زیمرن پرداخت. در ۱۸۹۴ در البرفلد قاضی شد و ده سال پس از آن به کلن بازگشت.
همسر او یوهانا ورکوین بود که از او دارای چهار فرزند شد.
مارکس از ۱۸۹۹ به حزب مرکز پیوست و در ۱۹۰۸ رئیس حزب در دوسلدورف گردید. او دو بار در ۱۹۲۳ و سپس در ۱۹۲۶ از سوی حزب مطبوعش مرکز به صدر اعظمی رسید. در ۱۹۲۳ با کناره‌گیری گوستاف اشترزمان به صدر اعظمی رسید ولی تنها ۱۳ ماه این مقام را دارا بود. دور دوم صدارت او ولی ۲۵ ماه دوام آورد. او در این زمان کوشید تا اقتصاد آلمان را پس از ابرتورم پایدار نگاه دارد. در دور دوم صدارت او بود که آلمان به عضویت جامعه ملل پذیرفته‌شد. همچنین او توانست در برابر دخالت نظامیان در دولت مقاومت نماید. مارکس در انتخابات ریاست جمهوری ۱۹۲۹ آلمان هم شرکت کرد ولی از پاول فون هیندنبورگ شکست خورد.
در ۱۹۲۶ و در کابینهٔ هانس لوتر مارکس وزیر دادگستری گردید. او تا ۱۹۳۲ عضو رایشستاگ بود. با برآمدن نازیسم و در میانهٔ جنگ جهانی دوم او در بن ساکن‌بود و در همان‌جا هم جان سپرد.